# Mark Russell (Diplomat)
Sir Robert Mark Russell, KCMG (* 3. September 1929; † 11. Juli 2005) war ein britischer Diplomat, der unter anderem von 1978 bis 1982 Assistierender Unterstaatssekretär im Ministerium für Auswärtige und Commonwealth-Angelegenheiten (Foreign and Commonwealth Office), zwischen 1982 und 1986 Botschafter in der Türkei sowie zuletzt von 1986 bis 1989 Stellvertretender Unterstaatssekretär des Ministeriums für Auswärtige und Commonwealth-Angelegenheiten war.

## Leben
Robert Mark Russell war der Sohn des Kolonialbeamten Sir Robert Edwin Russell, CSI, CIE, (1890–1972), der für seine Verdienste als Berater des Gouverneurs von Bihar am 12. März 1946 Knight Bachelor wurde. Nach einer Offiziersausbildung wurde er am 14. März 1953 als Second Lieutenant in das Royal Regiment of Artillery der British Army übernommen. Er schied aber bereits am 27. September 1954 wieder aus dem Militärdienst aus, nachdem er am 15. September 1954 als Officer of Branch A in den Diplomatischen Dienst (Diplomatic Service) des Außenministeriums (Foreign Office) eingetreten war. Nach verschiedenen Verwendungen war er zwischen 1970 und 1973 Botschaftsrat für Handelsangelegenheiten (Commercial Counsellor) an der Botschaft in Rumänien sowie anschließend von 1974 bis 1978 Botschaftsrat an der Botschaft in den USA, an der er zwischen 1977 und 1978 als Kanzler auch Leiter der Verwaltung der Botschaft (Head of Chancery) war. Während dieser Zeit wurde er am 11. Juni 1977 zum Companion des Order of St Michael and St George (CMG) ernannt.
Nach seiner Rückkehr fungierte Russell zwischen 1978 und 1982 als Leiter der Unterabteilung Inspektion im Ministerium für Auswärtige und Commonwealth-Angelegenheiten (Assistant Under Secretary for Foreign Affairs and Chief Inspector) sowie zugleich von 1979 bis 1982 als stellvertretender Leiter der Abteilung für Zentrale Verwaltung (Deputy Chief Clerk). Danach löste er 1982 Sir Peter H. Laurence als  Botschafter des Vereinigten Königreichs in der Türkei und verblieb auf diesem Posten in Ankara bis zu seiner Ablösung durch Sir Timothy Daunt 1986. Während seiner dortigen Verwendung wurde er für seine Verdienste zum 31. Dezember 1984 als Knight Commander des Order of St Michael and St George (KCMG) nobilitiert, wodurch er fortan den Namenszusatz „Sir“ führte. Danach fungierte er 1986 bis zu seinem Eintritt in den Ruhestand 1989 als Leiter der Abteilung für Zentrale Verwaltung (Deputy Under-Secretary for Foreign Affairs and Chief Clerk) des Außenministeriums
Aus seiner 1954 geschlossenen Ehe mit Virginia Mary Rogers gingen zwei Söhne und zwei Töchter hervor.